# Beun (scheepvaart)

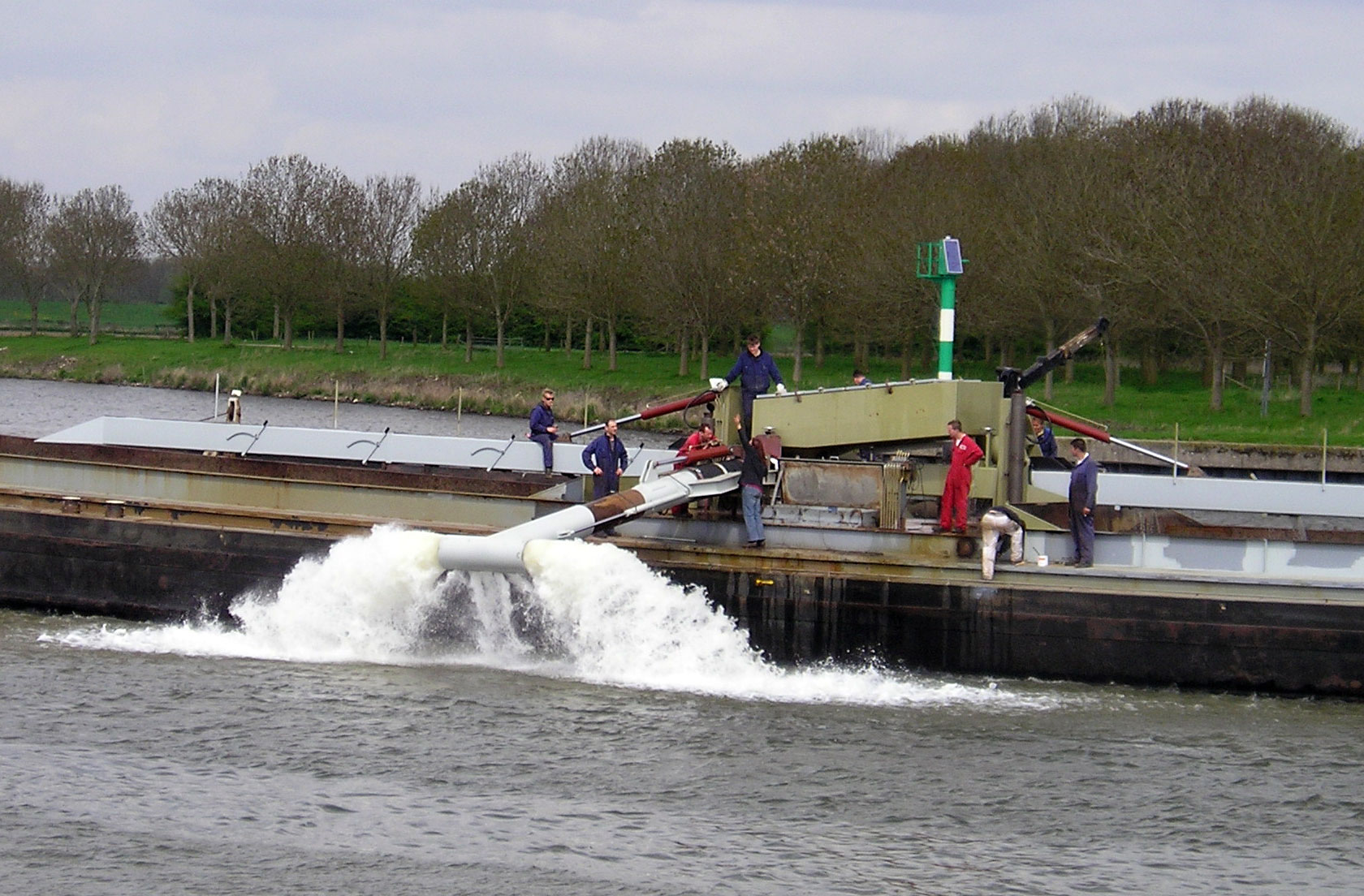
Een proef met een beunschip

De beun is een laadruim dat gebruikt wordt voor het vervoer van zand, grind en stenen. Zowel zee- als binnenschepen kunnen een beun hebben. Bij zeeschepen gaat het hierbij om (sleep) hopperzuigers, bij binnenschepen om beunschepen.
De wanden van het laadruim lopen schuin naar het midden toe en laten daar ruimte voor kleppen, waardoor de lading (baggerspecie) kan worden geklapt. In de binnenvaart kunnen sommige beunschepen ook splijten. Dat wil zeggen dat stuur- en bakboordzijde van het schip in het midden in de lengte ter hoogte van het dek kunnen scharnieren. Daardoor wordt een constructie met kleppen overbodig.